# Майтнерій
Майтнерій — 109-й хімічний елемент. Синтезований штучно бомбардуванням 209Bi ядрами 58Fe. Достовірно елемент під номером 109 був відкритий у 1982 у Центрі дослідження важких іонів (нім. Gesellschaft für Schwerionenforschung, GSI), Дармштадт, Німеччина у результаті реакції
209Bi+58Fe → 266Mt+n
на прискорювачі UNILAC.
Атомна маса 265 (час напіврозкладу 0.0034 с), електронна конфігурація [Rn]5f147s26d7; група 9, період 7, d-блок (постактиноїд).
Названий у 1997 році на честь австрійсько-шведського хіміка та математика Лізи Майтнер.

## Відомі ізотопи
| Ізотоп | Маса | Період напіврозпаду | Тип розпаду      |
| ------ | ---- | ------------------- | ---------------- |
| 266Mt  | 266  | 1,7+1,8−1,6 мс      | α-розпад в 262Bh |
| 268Mt  | 268  | 21+8−5 мс           | α-розпад в 264Bh |
| 270Mt  | 270  | 5,0+2,4−0,3 мс      | α-розпад в 266Bh |
| 275Mt  | 275  | 9,7+46,0−4,4 мс     | α-розпад в 271Bh |
| 276Mt  | 276  | 0,72+0,87−0,25 с    | α-розпад в 272Bh |